# 湖北楤木
湖北楤木（学名：Aralia hupehensis）为五加科楤木属的植物，为中国的特有植物。分布在中国大陆的四川、湖北、云南等地，生长于海拔1,200米的地区，多生长于北向阳山坡上，目前尚未由人工引种栽培。
其种加词“hupehensis ”意为“湖北的”。
现接受名为楤木原变种（Aralia elata var. elata）。